# Tadeusz Białek

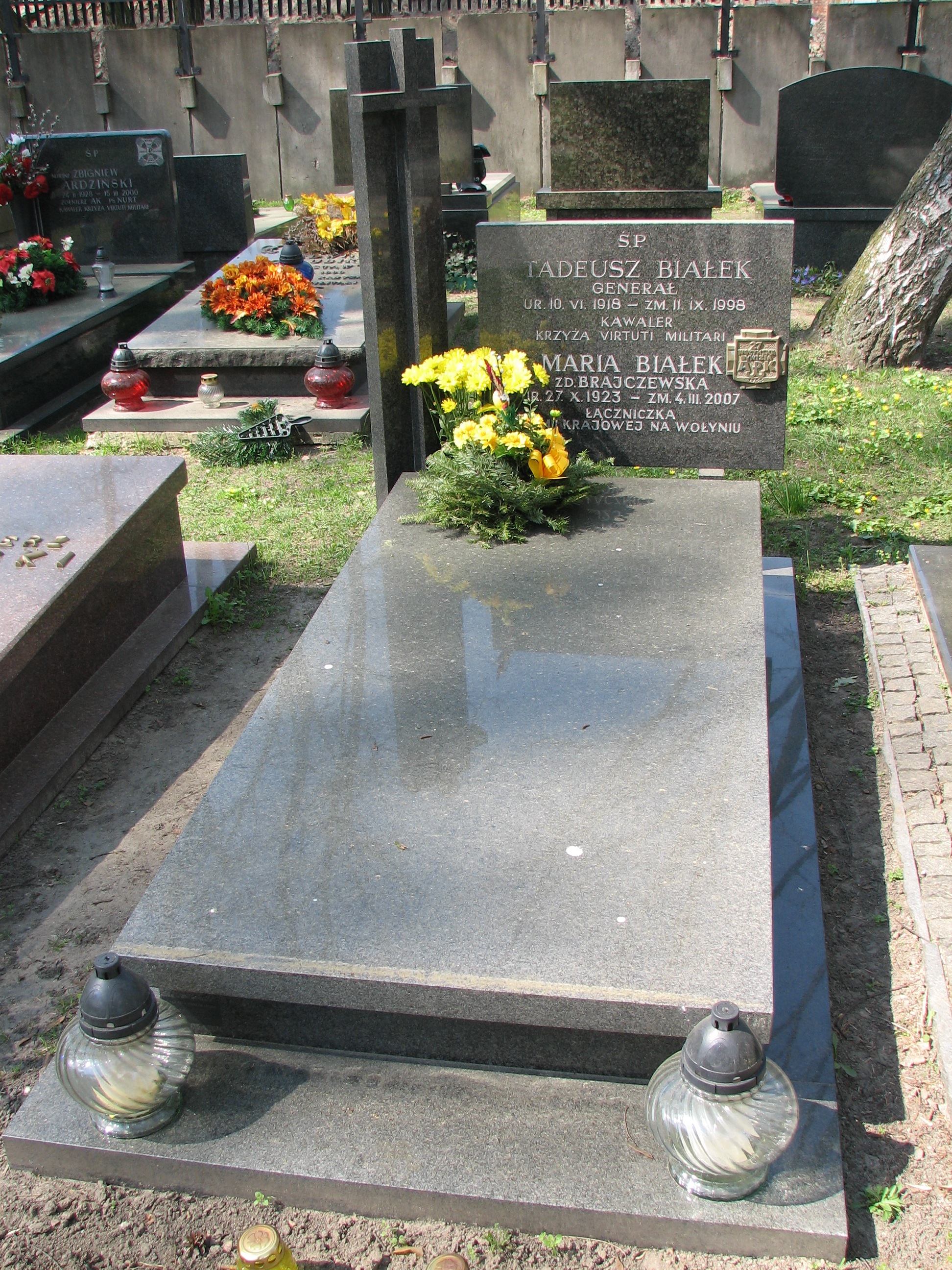
Grób gen. bryg. Tadeusza Białka i jego żony Marii

Tadeusz Białek (ur. 10 czerwca 1918, zm. 11 września 1998) – generał brygady Wojska Polskiego.

## Życiorys
Podczas II wojny światowej, po napaści Niemiec na ZSRR został w 1941 wcielony do Armii Czerwonej. Brał m.in. udział w walkach odwrotowych w rejonie Połtawy i w obronie Charkowa, a następnie po wycofaniu Polaków z radzieckich oddziałów liniowych był żołnierzem batalionu pracy w Kazaniu, gdzie uczęszczał na Budowlany Kurs Inżynieryjny. Od 1943 w formowanych na terenie ZSRR jednostkach Wojska Polskiego; wyznaczony na zastępcę dowódcy kompanii ds. polityczno-wychowawczych w 1 Brygadzie Pancernej im. Bohaterów Westerplatte w Darnicy. Brał udział w walkach 2 Armii WP pod Budziszynem.
W 1945 mianowany zastępcą dowódcy 16 Dywizji Piechoty ds. polityczno-wychowawczych. 
Następnie przez wiele lat był oficerem pionu kwatermistrzowskiego w Marynarce Wojennej i w Departamencie Budownictwa MON. W 1955 r. objął funkcję szefa Departamentu Budownictwa w Głównym Zarządzie Tyłów WP. Od 1956 r. szef Departamentu Kwaterunkowego w Głównym Kwatermistrzostwie WP, a w latach 1957–1961 zastępca szefa Departamentu Służby Kwaterunkowo-Budowlanej ds. technicznych. W latach 1961–1966 szef Departamentu Służby Kwaterunkowo-Budowlanej, a w latach 1966–1971 szef Inspektoratu Budownictwa i Zakwaterowania Wojskowego. W 1963 roku awansowany do stopnia generała brygady. Długoletni zastępca Głównego Kwatermistrza WP (1962–1971). 
W latach 60. należał do grupy zaledwie 12 osób w Polsce, które posiadały wiedzę na temat przechowywania na terenie kraju sowieckiej broni atomowej (zadanie specjalne "Wisła"). Od maja 1968 był członkiem Prezydium Rady WF i Sportu MON.
W latach 1971–1975 attaché handlowy i radca handlowy Ambasady PRL w Moskwie. W 1975 pracował też w spółce handlowej w Londynie. Na stanowiskach tych zajmował się dostawami uzbrojenia i wyposażenia dla wojska. W 1978 roku przeszedł do dyspozycji MON i został zwolniony z zawodowej służby wojskowej. W 1987 r. wszedł w skład polskiej sekcji ruchu „Emerytowani Generałowie na rzecz Pokoju i Rozbrojenia”. Pochowany na Cmentarzu Wojskowym na Powązkach w Warszawie (kwatera 6D-2-40).

## Awanse
W trakcie wieloletniej służby w ludowym Wojsku Polskim otrzymywał awanse na kolejne stopnie wojskowe:
- chorąży - 1943
- podporucznik - 1944
- porucznik - 1944
- kapitan - 1945
- major - 1945
- podpułkownik - 1950
- pułkownik - 1955
- generał brygady - 1963

## Życie prywatne
Był synem Józefa i Franciszki. Od 1945 był żonaty z Marią z domu Brajczewską (1923-2007). Małżeństwo miało dwóch synów.

## Odznaczenia i wyróżnienia
- Krzyż Srebrny Orderu Virtuti Militari
- Krzyż Komandorski Orderu Odrodzenia Polski
- Krzyż Kawalerski Orderu Odrodzenia Polski
- Order Sztandaru Pracy II klasy
- Srebrny Krzyż Zasługi
- Medal 10-lecia Polski Ludowej
- Medal 30-lecia Polski Ludowej
- Medal 40-lecia Polski Ludowej
- Medal Zwycięstwa i Wolności 1945
- Złoty Medal „Siły Zbrojne w Służbie Ojczyzny”
- Srebrny Medal „Siły Zbrojne w Służbie Ojczyzny”
- Brązowy Medal „Siły Zbrojne w Służbie Ojczyzny”
- Medal „Za udział w walkach o Berlin”
- Srebrny Medal „Za Zasługi dla Obronności Kraju”
- Brązowy Medal „Za Zasługi dla Obronności Kraju”
- Odznaka "100-lecia sportu polskiego" (1967)[6]
- Odznaka 1000-lecia Państwa Polskiego
- Złota odznaka honorowa „Za Zasługi dla Warszawy” (1967)[7]
- Order Czerwonego Sztandaru (ZSRR, 1968)
- Medal „Za wyzwolenie Warszawy” (ZSRR)
- Medal „Za zdobycie Berlina” (ZSRR)
- Medal „Za zwycięstwo nad Niemcami w Wielkiej Wojnie Ojczyźnianej 1941–1945” (ZSRR)
- Odznaka 25-lecia Zwycięstwa w Wielkiej Wojnie Ojczyźnianej 1941–1945 (ZSRR, 1970)[8]
- Medal jubileuszowy „Dwudziestolecia zwycięstwa w Wielkiej Wojnie Ojczyźnianej 1941–1945” (ZSRR)
- Medal jubileuszowy „Trzydziestolecia zwycięstwa w Wielkiej Wojnie Ojczyźnianej 1941–1945” (ZSRR)
- Medal jubileuszowy „Czterdziestolecia zwycięstwa w Wielkiej Wojnie Ojczyźnianej 1941–1945” (ZSRR)
- Medal „Za Umacnianie Przyjaźni Sił Zbrojnych” III stopnia (Czechosłowacja)
- I inne